# Ракич, Милица
Ми́лица Ра́кич (серб. Милица Ракић; 1996—1999) — сербская трёхлетняя девочка, погибшая от кассетной бомбы во время бомбардировок НАТО в 1999-м году в Батайнице, пригороде Белграда. Сербский президент Александр Вучич назвал Милицу Ракич символом всех детей, погибших в результате натовской операции.

## Биография
Милица родилась в Белграде 9 января 1996 в семье Жарко и Душицы Ракич, где она была вторым ребёнком — её старшего брата зовут Алекса.
Во время натовских бомбардировок, семья Ракич проживала в пригороде Белграда, Батайнице, в жилом доме номер 8 по улице Димитрия Лазаревича Раше, на втором этаже. Милица Ракич погибла 17 апреля 1999 от взрыва натовской кассетной бомбы, влетевшей в квартиру, где жила семья Ракич — кассетная бомба влетела в окно ванной комнаты, где в то время находилась Милица.

## Расследование
Правозащитная организация «Хьюман Райтс Вотч», посетившая 7 августа 1999 место гибели Милицы, проводила опрос свидетелей и осмотр места смерти, и «Хьюман Райтс Вотч» говорит, что её эксперты пришли к выводу, что взрыв предположительно кассетной бомбы произошёл рядом с окном комнаты. Также от той же бомбы получил ранение один из граждан. Правительство Югославии предоставило для исследования «Хьюман Райтс Вотч» судебную экспертизу места смерти Милицы, которая была включена в подготовленную правительством «Белую Книгу» — расследование, посвящённое пострадавшим от натовских бомбардировок. Также Министерство Здравоохранения предоставила «Хьюман Райтс Вотч» фоторепортаж с места данных событий.
Министерство информации Югославии обвинило в смерти ребёнка НАТО.

## Память

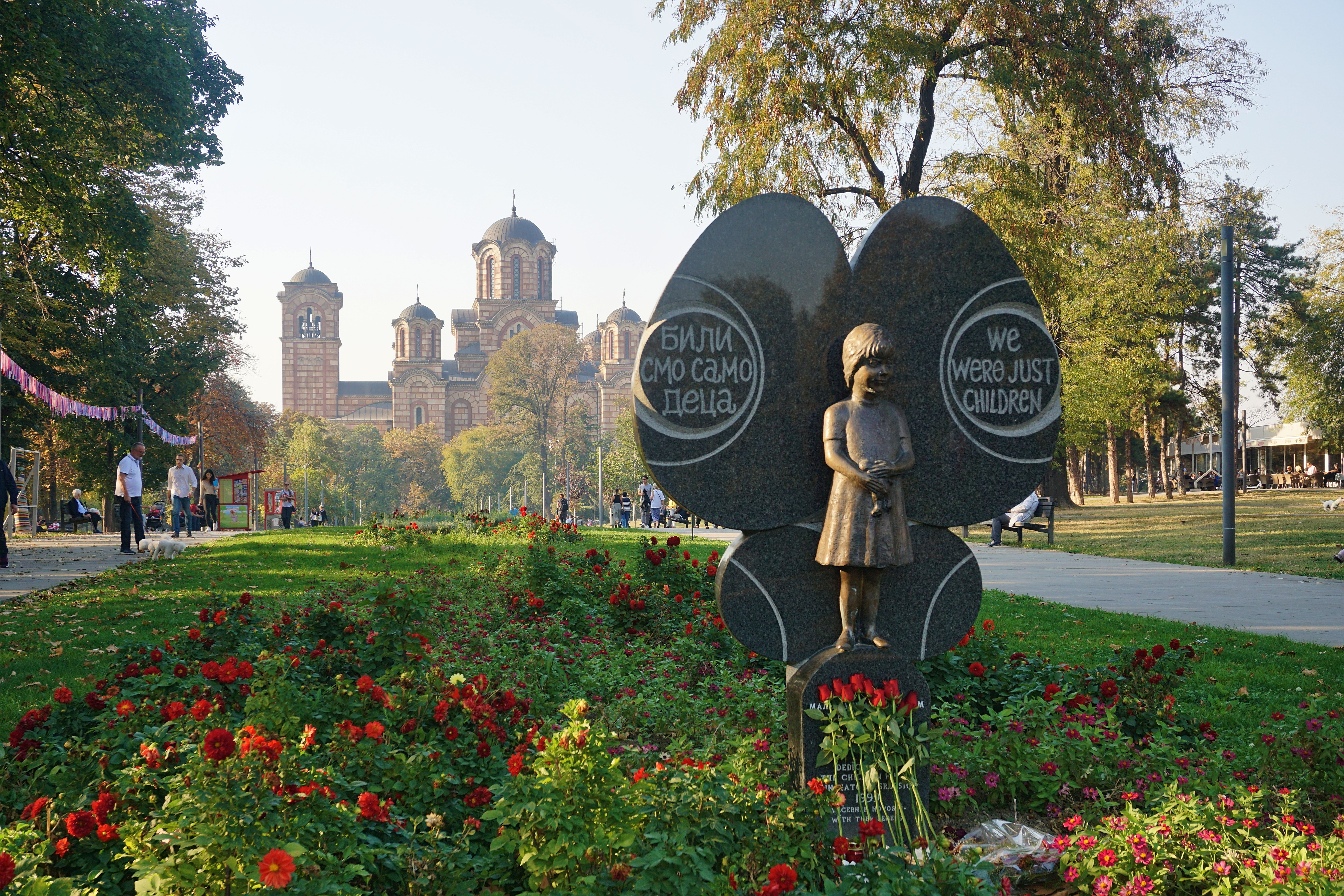
Мемориальный комплекс со скульптурой, посвящённой Милице Ракич, в Ташмайданском парке

Убийство Милицы Ракич широко освещалось в сербских средствах массовой информации (СМИ). Основные западные СМИ обошли стороной смерть Милицы Ракич. Итоговый доклад НАТО по военной операции в Югославии также умалчивает о данном событии.
Представители сербской общественности высказывали мнение, что Сербская православная церковь должна провозгласить Милицу Ракич святой мученицей. В Ташмайданском парке была установлена в 2000 году скульптура Милицы Ракич, посвящённая всем детям, погибшим в результате натовских бомбардировок, с надписью на сербском и английском: «мы были просто дети». Создание скульптуры было инициировано сербским таблоидом Вечерние новости, который обратился к своим читателям с призывом собрать деньги для возведения памятника.

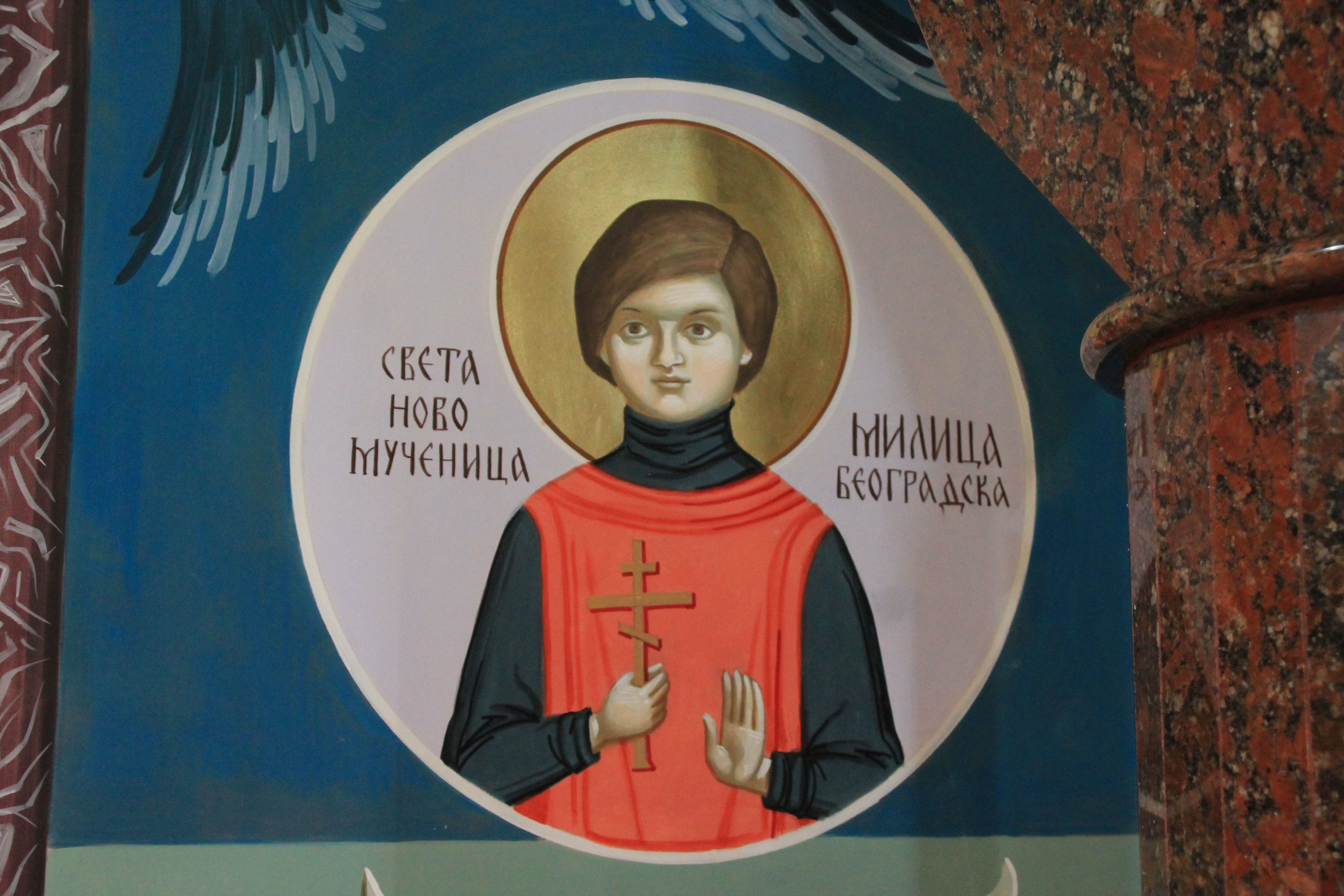
Фреска новомученицы Милицы Ракич в сербском монастыре Тресие, расположенном на горе Космай

Монастырь Тврдош, расположенный в Боснии и Герцеговине, имеет фреску, где изображается Милица как святой новомученик, но Сербская православная церковь считает, что признание Милицы Ракич святой возможно лишь, если поклонение будет более распространено в народе.
Фонтан, посвящённые Милице, был создан в 2014 году в Батайнице Также, в Батайнице был создан в 2015 году сквер, посвящённый Милице Ракич.
Александр Вучич, президент Сербии, в одном из интервью 2019 года, назвал Милицу Ракич символом всех детей, погибших в результате натовских бомбардировок.